# Milan Levar
Milan Levar fou un militar croat, que participà en la defensa del seu poble natal de Gospić (Lika, Croàcia) durant els atacs dels rebels serbis l'estiu de 1991. Acabada la guerra, va declarar com a testimoni davant del Tribunal Penal Internacional per a l'antiga Iugoslàvia (ICTY) els anys 1997 i 1998, en relació als crims comesos l'octubre de 1991 a Gospić, en els que van morir o desaparèixer més de cent civils serbis i quaranta croats.
Abans d'anar voluntàriament a La Haia, Levar havia traslladat les seves denúncies a les autoritats governamentals croates, i el 1997 havia publicat a la premsa diversos articles relacionant oficials croats d'alta graduació amb l'assassinat sistemàtic de civils serbis. Després del seu testimoni va tornar a viure a Gospić, i va denunciar agressions i amenaces. Segons el tribunal de la Haia, Levar va rebutjar les mesures de protecció que se li van oferir, però va sol·licitar que el tribunal contactés amb el govern croat perquè aquest garantís la seva seguretat. La fiscalia de l'ICTY va comunicar aquest fet al govern croat l'1 d'abril de 1998, i aquest va respondre el dia 15 del mateix mes acceptant la responsabilitat.
Després de patir dos atemptats, Levar va morir assassinat el 28 d'agost de 2000, en esclatar una granada de mà mentre reparava un cotxe al seu domicili. Les autoritats de Croàcia van condemnar l'atemptat, tot i que organitzacions de defensa dels drets humans van criticar l'absència de mesures de protecció. La mateixa policia de Gospić va declarar estava assabentada de les amenaces de mort que rebia Levar, però que aquest no els havia demanat protecció.